# World Wrestling Entertainment
World Wrestling Entertainment (WWE), tidigare Titan Sports, World Wide Wrestling Federation (WWWF) och World Wrestling Federation (WWF), är ett amerikanskt bolag i underhållningsbranschen med fokus på Fribrottning. Företaget är börsnoterat hos NYSE och Nasdaq.
WWE satsar främst på fribrottning men producerar bland annat film och tv-spel samt spelar in egen musik till sina brottare och ägnar sig åt produktlicensiering och produkt-försäljning. Ett exempel är WWE Studios som arbetar med att göra filmer som inkluderar fribrottare eller personer som är relaterade till företaget. Man har sammanlagt producerat ett fyrtiotal filmer.
WWE har sitt huvudkontor i Stamford, Connecticut men har även kontor i New York, Los Angeles, London, Mexico City, Mumbai, Shanghai, Singapore, Dubai, München och Tokyo.
2001 köpte WWE upp den konkurrerande organisationen WCW (World Championship Wrestling), vilket gav WWE monopol på den amerikanska fribrottningsmarknaden. Företaget räknas idag som världens största fribrottningsorganisation med över 500 event per år, samt över 36 miljoner tittare i mer än 150 olika länder.
Till konkurrenterna hör All Elite Wrestling (AEW), Lucha Libre AAA Worldwide och NJPW (New Japan Pro Wrestling).
Verksamheten skapades 21 februari 1980 och var då känd som Titan Sports. Titan döptes sedan till World Wide Wrestling Federation (WWWF) 1998 och sedan World Wrestling Federation (WWF) 1999. 2002 förlorade man dock rätten till det namnet då Världsnaturfonden (World Wildlife Fund) prioriterades högre. Därför döptes företaget om samma år till World Wrestling Entertainment (WWE) istället, som det heter än idag.

## Publik
WWE sänder till mer än 180 länder på 20 olika språk och är tillgängligt i 650 miljoner hushåll över hela världen. Originalprogrammen, som sammanlagt är 7 timmar per vecka, ses av cirka 11 miljoner fans i USA. Ungefär 36 procent av WWE:s publik är kvinnlig och 17 procent är under 18 år.

## Bakgrund
Bolaget skapades av Vincent Kennedy "Vince" McMahon och hans fru Linda McMahon 1980. 1982 köpte man upp Capitol Wrestling Corporation som var ägt av Vinces pappa Vince McMahon, Sr. 
Idag är Vince ordförande samt CEO för företaget. Han driver det tillsammans med sin fru Linda McMahon, sin son Shane McMahon, sin dotter Stephanie McMahon och hans svärson Triple H/Paul Levesque. Familjen McMahon äger idag ca 70% av bolagets aktier samt att de har ca 96% av rösträtten vilket gör att de klart sagt har röstmajoriteten.

## Veckoprogrammen
WWE sänder fem olika evenemang i veckan. De två största är Mondag Night Raw som sänds på måndagar och SmackDown Live som sänds på fredagar. De andra programmen är 205 Live som sänds på tisdagar och följer programmet SmackDown Live, NXT som sänds på onsdagar och Main Event som sänds på torsdagar.

## NXT
NXT är en liga där yngre och mindre erfarna fribrottare tävlar för att senare debutera i SmackDown eller Raw. 205 Live är en division där fribrottare som väger under 205 Ibs (ca 93 kg) tävlar. Main Event är ett program där de lite mindre välkända fribrottarna från både SmackDown och Raw tävlar. Showen spelas egentligen in på måndagskvällen innan Raw men sänds däremot på torsdagskvällen.

## PPV-event
Förutom veckoprogrammen sänds det även 17 så kallade PPV-events/galor varje år. Dessa är en av företagets huvudsakliga inkomstkällor. Varje gala eller event sänds bara en gång per år. 
WrestleMania är störst och räknas som företagets flagskepp. Det är den största fribrottningsgalan genom tiderna. Men förutom WrestleMania så räknas även Royal Rumble, Survivor Series och SummerSlam till de större galorna. Dessa 4 stora galor är till skillnad från de andra inte kopplade till antingen Raw eller SmackDown, utan är kopplade till båda. Därför står det ingen show på dem.

## Övriga prestationer
Förutom titlarna så finns det även andra prestationer som kan uppnås. Dessa kan uppnås varje år på ett evenemang/en gala.
| Prestation                                   | Senaste vinnare             | Datum vunnen    | Show           |
| -------------------------------------------- | --------------------------- | --------------- | -------------- |
| Royal Rumble (Män)                           | Seth Rollins                | 27 januari 2019 | Raw            |
| Royal Rumble (Kvinnor)                       | Becky Lynch                 | 27 januari 2019 | Raw            |
| Money in the Bank (för män)                  | Brock Lesnar                | 19 maj 2019     | Raw            |
| Money in the Bank (för kvinnor)              | Bayley                      | 19 maj 2019     | Smackdown Live |
| André the Giant Memorial Battle Royal Trophy | Braun Strowman              | 7 april 2019    | Raw            |
| WrestleMania Women's Battle Royal Trophy     | Carmella                    | 7 april 2019    | Smackdown Live |
| Dusty Rhodes Tag Team Classic                | Aleister Black och Ricochet | 13 mars 2019    | NXT            |

## WWE Network

Loggan för WWE Network

WWE Network är ett nätverk som lanserades måndag den 24 februari 2014 i USA. Det släpptes samma år 24 augusti i Australien, Nya Zeeland, Singapore, Mexiko, Spanien, de nordiska länderna (däribland Sverige) och ca 200 andra länder. Under 2015 lanserades det i Storbritannien, Irland och Italien (13 januari), i Mellanöstern och Indien (24 mars) och i de nordafrikanska länderna (2 november). 5 januari 2016 lanserades det i Tyskland, Schweiz, Österrike och Japan samt 1 mars 2016 i Thailand och Filippinerna.
Nätverket visar bland annat alla pay-per-view-evenemang (inklusive WrestleMania) live, shower som NXT och 205 Live live, realityprogram, dokumentärer och klassiska matcher.
WWE Networks abonnentbas hade totalt 1,9 miljoner abonnenter i april 2017 (varav 0,5 miljoner var internationella abonnenter). 1,6 miljoner av dessa var betalda abonnenter.
WWE Network är tillgängligt via webbplatsen WWE.comsamt via WWE App på ett antal tekniska plattformar.

## WWE Hall of Fame
WWE Hall of Fame är en officiell samling av berömda och kända personer som antingen brottats eller gjort andra saker inom företaget. Varje år håller de en induktionsceremoni/show under samma helg som WrestleMania där de hyllar och introducerar det årets så kallade Hall of Fame Class.